# Frederik Bøttger
Frederik Christian Bøttger, född den 9 mars 1838, död den 26 april 1920, var en dansk arkitekt.
Bøttgerer började sin bana som murarlärling och fick därefter undervisning vid Kunstakademiet. Han blev sedan lärare vid tekniska skolan i Köpenhamn. Han utförde Toldbodsbyggnaden (jämte Vilhelm Dahlerup) och flera privathus i Köpenhamn samt mer än 1 000 arbetarbostäder.